# Patricia Coridun
Patricia Coridun (geboren 1980 in Frankfurt am Main) ist eine deutsche Schauspielerin.

## Leben
Ihr Schauspielstudium absolvierte Patricia Coridun von 1998 bis 2002 an der Staatlichen Hochschule für Musik und Darstellende Kunst in Stuttgart. Im Anschluss ging sie für drei Jahre in ihr Erstengagement an das Deutsche Theater in Göttingen, wo sie unter anderem die Rolle der Putzi (Honey) in „Wer hat Angst vor Virginia Woolf“, der Adela in „Bernarda Albas Haus“ und der Helena in „Ein Sommernachtstraum“ spielte. Von 2005 bis 2011 arbeitete Patricia Coridun als freiberufliche Schauspielerin und gastierte in dieser Zeit unter anderem am Staatstheater Oldenburg, am Od-Theater Basel und an der Schaubühne Berlin im Rahmen des F.I.N.D. Festival 07. 2011 spielte sie am Badischen Staatstheater Karlsruhe in dem Stück „Winterreise“ von Elfriede Jelinek in einer Inszenierung von Michael Simon. Von 2011 bis 2016 war Patricia Coridun festes Ensemblemitglied am Stadttheater in Ingolstadt. Sie arbeitete dort unter anderem zusammen mit Donald Berkenhoff, Gustav Rueb, Hüseyin Michael Cirpici, Johanna Schall,Kathrin Mädler und Markus Heinzelmann und war dort unter anderem als Alkmene in Kleists Amphitryon, als Jelena Andrejewna in Tschechows Onkel Wanja, und als Roxane in Rostands „Cyrano de Bergerac“ zu sehen.
Seit August 2016 arbeitet Patricia Coridun als freie Schauspielerin und lebt in Berlin.

## Theater (Auswahl)
- 2002–2005 Deutsches Theater in Göttingen
- 2005–2011 freiberufliche Schauspielerin (u. a. am Staatstheater Oldenburg, Schaubühne Berlin, Od-Theater Basel, Badisches Staatstheater Karlsruhe)
- 2011–2016 Stadttheater Ingolstadt